# 綁架華年達案
綁架華年達案發生於2001年2月28日，是自澳門特別行政區成立後首次有大律師被綁架的案件。案中綁匪在澳門西灣擄走正在駕車途中的澳門資深大律師華年達，並將其收藏在馬交石山一座高層大廈的單位內，且對其進行虐待。隨後澳門警方大舉進行搜查，在祐漢馬場區找到一輛匪徒用過的汽車，憑着汽車查出其中一名有份參與案件的車主身份，再將之拘捕。警方根據車主的口供，鎖定了藏參地點，後來派出司警和特別行動組到藏參地點並成功救出人質和拘捕部份匪徒。
警方其後再深入調查，在關閘附近搗破綁匪的軍火庫，起出多支槍械和大量彈藥等。案中的綁匪最終於被澳門法院判監禁半年至21年不等，至今仍有一名犯人在逃。
2002年2月8日，該案在第24屆（2001年度）澳門日報十大新聞選舉中被選為第六大澳門新聞。

## 各人背景

### 綁匪
該案共有9人參與了綁架案，當中以疑有黑社會背景的李傑波為主謀，他曾涉嫌與先前的多宗綁架、縱火等案件有關。其他參與者另有盧錫獻、盧錫裕、何錫欽、何欽樣、梁海明、黎志傑、曾漢球及梁宏志。當中何錫欽和何欽樣是兩兄弟，來自中國大陸。梁宏志則曾涉及於2000年發生的兩宗綁架兒童案。

### 人質
被綁架的人質為澳門資深大律師華年達，生於葡萄牙里斯本，曾擔任澳門律師公會主席、澳門立法會議員等職務，也在澳門為葡萄牙社會黨創辦分支組織；故在澳門和葡萄牙也頗有名氣。

## 犯案經過

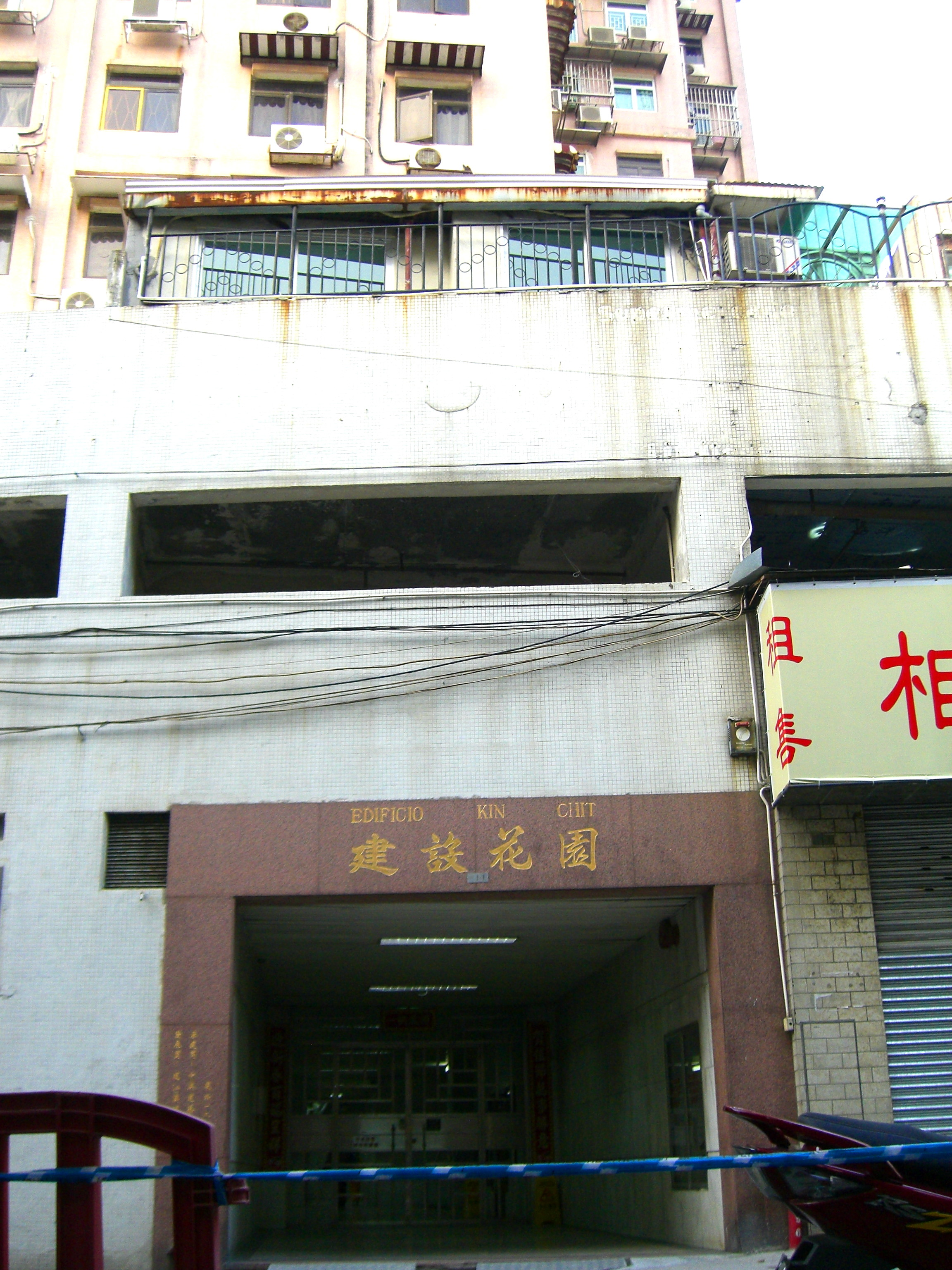
藏參地點——馬交石炮台馬路建設花園

2001年2月28日晚上約九時半，華年達正駕駛其寶馬座駕返回位於西望洋山的寓所，當駛至民國大馬路（往媽閣方向）近峰景大廈處時，有一輛汽車正從對面行車線掉頭，華年達遂停車讓路。未幾有一輛汽車駛至華年達的座駕後面並與其發生碰撞，於是華年達下車並欲查看，此時有3名匪徒從靠近西灣湖的行人道跑出來，將華年達抓住。華年達見狀即進行反抗和呼救，期間又有兩名匪徒從靠近峰景大廈的行人道跑出以協助綁架，5名匪徒合力把華年達拖行到後面的汽車上，並用牛皮膠紙封住華年達雙眼和嘴巴，更開槍射傷華年達的大腿和毆打人質致其右腿骨折。混亂間，華年達的雙鞋和眼鏡掉落在事發現場。
匪徒之後開車駛往馬交石炮台馬路建設花園，並進入該大廈的停車場三樓，及後綁匪沿樓梯將華年達拖行至7樓，沿途亦不斷虐打華年達。進入賊窩後，綁匪用鐵線綑綁華年達的四肢，並脫去其衣衫，且揚言要勒索2,000萬澳門元。在之後的四天裏，華年達遭到匪徒的不人道對待，除喝過3次水和服用過6顆止痛藥外並無吃過任何食物，又不時受到綁匪毆打，期間匪徒也曾經試圖用刀取出華年達大腿內的子彈頭，但未能成功。在禁錮他期間，匪徒不曾致電外界或向華年達的家人要求贖款；而期間由何錫欽、何欽樣和梁宏志負責輪流看管人質。

## 破案

### 調查與營救人質
華年達被擄走期間，一輛電單車曾駛經事發現場並前往燒灰爐方向，車上的人目睹事發經過後，駛至較遠的地方報警。警方接報後，司法警察局人員隨即趕抵現場展開調查，發現華年達的座駕引擎沒關上的停在行車線上，駕駛座的車門打開，並在汽車旁邊發現一對皮鞋和一副眼鏡。及後再詢問現場附近的人士和餐廳，並初步取得當時匪徒的汽車款式，稍後更組成為數約100人的專案小組調查，小組之後又分成多隊進行搜索，翌日凌晨在保利達花園附近發現一輛與線索相似的汽車，並發現車上有血跡和膠帶，故將之拖走並返回司法警察局作更進一步檢驗。
檢驗了車上的血跡和在車上找到的毛髮後，確認其脫氧核糖核酸與華年達的吻合，後來也發現車牌號碼有被修改過的痕跡，故認定此車曾為綁匪用過。3月4日，澳門司警與廣東省公安廳刑偵局召開會議交換情報，取得更多線索；之後查出該車為梁海明所有。3月5日凌晨2時，司警在氹仔拘捕梁海明，偵訊期間，車主否認參與綁架，但承認曾協助綁匪運送肉參並供出了賊窩位置，並稱綁匪有火力強大的武器。3小時後，司警聯同特別行動組到達，並且包圍建設花園，及後上樓搜查。期間，何氏兄弟正由7樓沿樓梯步行至20樓的寓所，遇見警察後便立即逃走，但是最終被警方拘捕。後來，警方把賊車車主帶到上址7樓，並且確認賊窩的位置。
3月5日早上約6時，特別行動組使用水力定向炸藥將賊窩的門炸開，當時綁匪之一的梁宏志正在屋內看管人質，他見狀即爬出窗外嘗試逃走，惟失足從7樓跌落3樓平台，頭顱着地當場死亡。另一方面特別行動組進入房間，發現華年達被鐵線以「大」字形綁在床上，便立即將其救出，並且轉介送往仁伯爵醫院救治，經手術後情況穩定。
同日，司警另外帶走了數名懷疑有份涉案的人士調查；晚上8時，珠海市公安局再抓獲參與此案的其中一名匪徒盧錫裕。3月18日，另一名嫌犯曾漢球在中山市落網。這兩名犯人後來於同年6月底被移交回澳門警方。

### 搗破軍火庫
由於調查期間有人供稱綁匪擁有火力強大的武器，但在營救人質當日並未有重大發現，故警方對此再作進一步調查。2001年3月9日，司警特別行動組探員一行20多人到達巴波沙大馬路台山平民大廈A座，並對上址9樓的一個單位進行監視，至下午五時許破門，並撬開單位內的一個以混凝土覆蓋的暗格，在暗格裏當場撿獲多支槍械，包括AK47半自動步槍、長獵槍、曲尺手槍等，另又起出手榴彈、槍彈匣、避彈衣和超過五百粒各式各樣的子彈等。司警在當晚舉行的記者會上稱這些軍火足以媲美一支小型軍隊所使用的武器。

## 媒體處理手法
華年達於2001年2月28日被綁架後，澳門各大傳媒均有到現場採訪，3月1日，各葡文報章已刊出有關消息，但中文報章隻字不提，直至3月2日才作出有關報道，故有人認為當時的中文傳媒對葡萄牙人社區事情不甚關注。
該案發生後至破案前，媒體間亦有對華年達的去向進行猜測，包括華年達已被殺害、華年達曾現身街頭等；匪徒的作案目的也成為了揣測對象，例如私人恩怨、政治目的等。但相關謠傳隨着華年達被救出而不攻自破。

## 社會反應
華年達被綁架的消息傳出後，由於華年達本身具有一定知名度，故澳門與葡萄牙各界甚至政要均對此案作高度關注，並要求澳門警方盡快破案。而澳門警方在綁架案發生不足一星期後便能破案，各界均對澳門警方表示認同與讚揚，並有認為澳門市民對警隊的信心因此案而有所提升，對澳門治安有着重大意義等。
2001年3月29日，負責調查此案的專案小組獲時任保安司司長張國華嘉許。

## 判刑
該案於2002年9月10日開審，共有8名人士以綁架、勒索不遂、嚴重傷人、搶劫、偽造文件、藏械等罪名遭到起訴。經歷近兩個月的審訊後，澳門初級法院於11月8日對此案進行宣判：第一和第二被告（李傑波、盧錫獻）分別被判處16年和14年徒刑，但至宣判時他們仍未被抓獲；第三被告（盧錫裕）則入獄九年半；第四和第五被告（何錫欽、何欽樣）均被判監十年半；第六被告（梁海明）被判66個月徒刑；第七被告（黎志傑）在宣判前已被拘留超過一年，而法官只判其半年監禁，故扣減後當庭釋放；第八被告（曾漢球）則被判七個月有期徒刑，緩刑兩年。另外，法官亦判第一至六被告須賠償華年達合共40萬8千元澳門幣，並須承擔華年達在此案中的醫療費用。
後來其中四名被告提出上訴，於2003年7月25日不但被澳門中級法院駁回，還被加刑：第一和第二被告分別改判監21年和18年；第三被告加至13年徒刑；第四和第五被告均改為15年監禁；第六被告則再加監三個月。第七和第八被告則維持原判。
2017年，第二被告在珠海涉及毒品案被捕及獲刑三年，被當地警方揭發同時涉及本案；2019年10月5日，第二被告刑滿出獄，被即時移交澳門司警並押往路環監獄服刑。

## 備註
1. ↑  當中5萬8千元為「物質損失」，35萬元為「精神損失」。
2. ↑   註: